# Pedro Botelho (futebolista)
Pedro Roberto da Silva Botelho, ou mais conhecido como Pedro Botelho (Salvador, 14 de dezembro de 1989), é um futebolista brasileiro que atua como lateral-esquerdo ou meia. Atualmente está no Desportiva Ferroviária 

## Carreira

### Início
Ainda muito jovem, após uma passagem de três anos pelas categorias de base do Galícia, clube de Salvador, foi para Santa Catarina para atuar nas bases do Figueirense, em 2005. Sem sequer ter subido para o time principal do Figueirense, inclusive jogando uma partida pelo Figueirense contra o América de Natal, onde o Figueira ganhou de 1x0, chamou a atenção de olheiros ingleses, que estavam no centro de treinamento do clube na função de buscar novos jogadores para o londrino Arsenal.

### Arsenal e empréstimos
Sendo destaque desde cedo, Pedro foi contratado pelo Arsenal logo que foi encontrado por seus olheiros, em 2007, quando ainda estava nas divisões de base. No Arsenal, foi diversas vezes emprestado para adquirir experiência. Devido a um atraso na retirada da sua autorização de trabalho para jogar na Inglaterra, logo que chegou ao clube inglês teve de ser emprestado ao Salamanca, da Segunda División espanhola, onde ficou entre 2007 e 2009.
No início da temporada 2009-10, foi emprestado ao Celta de Vigo, também da Segunda División da Espanha. Ao fim da temporada, retornou ao Arsenal para ser emprestado novamente para um time espanhol, dessa vez ao Rayo Vallecano. No início de 2012, mais um empréstimo ao Levante. Neste clube, que disputa a La Liga (Primeira Divisão Espanhola), Pedro obteve algum destaque e atuou como titular da equipe.

### Atlético Paranaense
Sem espaço no clube inglês e com seu contrato finalizado, em julho de 2012, Botelho acertou sua transferência em definitivo ao Atlético Paranaense onde conquistou o acesso do time paranaense para a Série A do Campeonato Brasileiro, sendo principal destaque do time, sendo titular na lateral participando de 20 jogos marcando 2 gols e 5 assistências.

### Atlético Mineiro
No dia 18 de janeiro de 2014, Pedro Botelho foi anunciado como novo reforço do Atlético Mineiro. O jogador foi emprestado por um ano pelo Atlético Paranaense. Em troca, o lateral-direito Carlos César foi cedido, também por um ano, ao clube paranaense. No dia 23 de janeiro de 2014 Pedro Botelho foi apresentado, e em sua primeira entrevista se disse feliz por atuar no atletico mineiro.

### Estoril
Em 2016, foi emprestado pelo Atlético Paranaense ao Estoril, de Portugal.

### Retorno ao Atlético Paranaense
Ao fim do empréstimo ao clube português, voltou ao Atlético Paranaense.

### Boavista
Para a temporada de 2017, Pedro Botelho acertou com o Boavista.

### CRB
Depois de jogar o carioca pelo Boavista, Pedro Botelho acertou com o CRB para jogar a Série B 2017.

## Estatísticas
Até 4 de fevereiro de 2017.

### Clubes
| Clube               | Temporada         | Campeonato nacional | Campeonato nacional | Campeonato nacional | Copa nacional[a] | Copa nacional[a] | Copa nacional[a] | Competições continentais[b] | Competições continentais[b] | Competições continentais[b] | Outros torneios[c] | Outros torneios[c] | Outros torneios[c] | Total | Total | Total   |
| Clube               | Temporada         | Jogos               | Gols                | Assist.             | Jogos            | Gols             | Assist.          | Jogos                       | Gols                        | Assist.                     | Jogos              | Gols               | Assist.            | Jogos | Gols  | Assist. |
| ------------------- | ----------------- | ------------------- | ------------------- | ------------------- | ---------------- | ---------------- | ---------------- | --------------------------- | --------------------------- | --------------------------- | ------------------ | ------------------ | ------------------ | ----- | ----- | ------- |
| Figueirense         | 2007              | 1                   | 0                   | 0                   | —                | —                | —                | —                           | —                           | —                           | —                  | —                  | —                  | 1     | 0     | 0       |
| Figueirense         | Total             | 1                   | 0                   | 0                   | 0                | 0                | 0                | 0                           | 0                           | 0                           | 0                  | 0                  | 0                  | 1     | 0     | 0       |
| Salamanca           | 2007–08           | 9                   | 0                   | 0                   | —                | —                | —                | —                           | —                           | —                           | —                  | —                  | —                  | 9     | 0     | 0       |
| Salamanca           | 2008–09           | 28                  | 0                   | 0                   | —                | —                | —                | —                           | —                           | —                           | —                  | —                  | —                  | 28    | 0     | 0       |
| Salamanca           | Total             | 37                  | 0                   | 0                   | 0                | 0                | 0                | 0                           | 0                           | 0                           | 0                  | 0                  | 0                  | 37    | 0     | 0       |
| Celta de Vigo       | 2009–10           | 27                  | 1                   | 0                   | 6                | 0                | 1                | —                           | —                           | —                           | —                  | —                  | —                  | 33    | 1     | 1       |
| Celta de Vigo       | Total             | 27                  | 1                   | 0                   | 6                | 0                | 1                | 0                           | 0                           | 0                           | 0                  | 0                  | 0                  | 33    | 1     | 1       |
| Cartagena           | 2010–11           | 39                  | 4                   | 0                   | 1                | 0                | 0                | —                           | —                           | —                           | —                  | —                  | —                  | 40    | 4     | 0       |
| Cartagena           | Total             | 39                  | 4                   | 0                   | 1                | 0                | 0                | 0                           | 0                           | 0                           | 0                  | 0                  | 0                  | 40    | 4     | 0       |
| Rayo Vallecano      | 2011–12           | 11                  | 1                   | 1                   | —                | —                | —                | —                           | —                           | —                           | —                  | —                  | —                  | 11    | 1     | 1       |
| Rayo Vallecano      | Total             | 11                  | 1                   | 1                   | 0                | 0                | 0                | 0                           | 0                           | 0                           | 0                  | 0                  | 0                  | 11    | 1     | 1       |
| Levante             | 2011–12           | 14                  | 0                   | 1                   | 1                | 0                | 0                | —                           | —                           | —                           | —                  | —                  | —                  | 15    | 0     | 1       |
| Levante             | Total             | 14                  | 0                   | 1                   | 1                | 0                | 0                | 0                           | 0                           | 0                           | 0                  | 0                  | 0                  | 15    | 0     | 1       |
| Atlético Paranaense | 2012              | 20                  | 2                   | 5                   | —                | —                | —                | —                           | —                           | —                           | —                  | —                  | —                  | 20    | 2     | 5       |
| Atlético Paranaense | 2013              | 21                  | 2                   | 0                   | 8                | 0                | 2                | —                           | —                           | —                           | 3                  | 1                  | 0                  | 32    | 3     | 2       |
| Atlético Paranaense | Total             | 41                  | 4                   | 5                   | 8                | 0                | 2                | 0                           | 0                           | 0                           | 3                  | 1                  | 0                  | 52    | 5     | 7       |
| Atlético Mineiro    | 2014              | 11                  | 1                   | 1                   | 2                | 0                | 0                | 0                           | 0                           | 0                           | 1                  | 0                  | 0                  | 14    | 1     | 1       |
| Atlético Mineiro    | 2015              | 7                   | 0                   | 0                   | 0                | 0                | 0                | 1                           | 0                           | 0                           | 4                  | 0                  | 2                  | 12    | 0     | 2       |
| Atlético Mineiro    | Total             | 18                  | 1                   | 1                   | 2                | 0                | 0                | 1                           | 0                           | 0                           | 5                  | 0                  | 2                  | 26    | 1     | 3       |
| Estoril Praia       | 2015–16           | 11                  | 0                   | 0                   | —                | —                | —                | —                           | —                           | —                           | —                  | —                  | —                  | 11    | 0     | 0       |
| Estoril Praia       | Total             | 11                  | 0                   | 0                   | 0                | 0                | 0                | 0                           | 0                           | 0                           | 0                  | 0                  | 0                  | 11    | 0     | 0       |
| Atlético Paranaense | 2016              | 0                   | 0                   | 0                   | —                | —                | —                | —                           | —                           | —                           | —                  | —                  | —                  | 0     | 0     | 0       |
| Atlético Paranaense | Total             | 0                   | 0                   | 0                   | 0                | 0                | 0                | 0                           | 0                           | 0                           | 0                  | 0                  | 0                  | 0     | 0     | 0       |
| Boavista-RJ         | 2017              | —                   | —                   | —                   | —                | —                | —                | —                           | —                           | —                           | 3                  | 0                  | 2                  | 3     | 0     | 2       |
| Boavista-RJ         | Total             | 0                   | 0                   | 0                   | 0                | 0                | 0                | 0                           | 0                           | 0                           | 3                  | 0                  | 2                  | 3     | 0     | 2       |
| Total na carreira   | Total na carreira | 199                 | 11                  | 8                   | 18               | 0                | 3                | 1                           | 0                           | 0                           | 11                 | 1                  | 4                  | 229   | 12    | 15      |

- a. ^ Jogos da Copa del Rey e Copa do Brasil
- b. ^ Jogos da Copa Libertadores da América e Recopa Sul-Americana
- c. ^ Jogos da Marbella Cup, Campeonato Mineiro, Amistoso e Campeonato Carioca

|                     | Data                    | Local                                   | Resultado | Adversário         | Gols | Assist. | Competição                 |
| ------------------- | ----------------------- | --------------------------------------- | --------- | ------------------ | ---- | ------- | -------------------------- |
| Atlético Paranaense |                         |                                         |           |                    |      |         |                            |
| 158.                | 4 de fevereiro de 2013  | San Pedro de Alcántara, Málaga, Espanha | 6–2       | Ludogorets Razgrad | 1    | 0       | Marbella Cup de 2013       |
| 159.                | 7 de fevereiro de 2013  | San Pedro de Alcántara, Málaga, Espanha | 1–0       | Dynamo Kyiv        | 0    | 0       | Marbella Cup de 2013       |
| 160.                | 10 de fevereiro de 2013 | San Pedro de Alcántara, Málaga, Espanha | 1–0       | Dinamo București   | 0    | 0       | Marbella Cup de 2013       |
| Boavista            |                         |                                         |           |                    |      |         |                            |
| 227.                | 28 de janeiro de 2017   | Arena das Dunas, Natal, Brasil          | 1–4       | Flamengo           | 0    | 1       | Campeonato Carioca de 2017 |
| 228.                | 1 de fevereiro de 2017  | Elcyrzão, Saquarema, Brasil             | 1–1       | Nova Iguaçu        | 0    | 1       | Campeonato Carioca de 2017 |
| 229.                | 4 de fevereiro de 2017  | Elcyrzão, Saquarema, Brasil             | 0–1       | Madureira          | 0    | 0       | Campeonato Carioca de 2017 |

## Títulos
Atlético Paranaense
- Marbella Cup: 2013

Atlético Mineiro
- Recopa Sul-Americana: 2014
- Copa do Brasil: 2014
- Campeonato Mineiro: 2015